# Megachile gothalauniensis
Megachile gothalauniensis là một loài Hymenoptera trong họ Megachilidae. Loài này được Pérez mô tả khoa học năm 1902.